# اجناج
اجناج (به انگلیسی: Ajnuj) یک منطقهٔ مسکونی در هند است که در مهاراشترا واقع شده‌است.

## خصوصیات
اجناج ۱٬۱۹۸ نفر جمعیت دارد و ۷۱۰ متر بالاتر از سطح دریا واقع شده‌است.